# Martin Škabraha
Martin Škabraha (* 27. října 1979 Vsetín) je český filozof.
Studoval na Masarykově gymnáziu Vsetín a na Univerzitě Palackého v Olomouci, kde v lednu 2008 obhájil disertační práci zaměřenou na význam a kritiku modernosti. V letech 2008 až 2016 působil kmenově na Ostravské univerzitě. Od roku 2019 pracuje na Akademii výtvarných umění v Praze.
Velký vliv na něj měli zejména Jan Patočka, Václav Bělohradský, Jacques Derrida a autoři spojení s kritickou teorií frankfurtské školy. Ve svých esejích spojuje postmoderní kritičnost s přesvědčením, že filozofie by se měla společensky angažovat. Často vyjadřuje názory spojované s ekologií, novou levicí a feminismem.
Publikuje zejména v kulturním týdeníku A2, dvouměsíčníku Sedmá generace, v příloze Salon deníku Právo a v internetových denících Britské listy a Deník Referendum. Je členem redakční rady vsetínského literárního čtvrtletníku Texty. Od roku 2021 je šéfredaktorem Sešitu pro umění, teorii a příbuzné zóny. Vedle esejů publikoval v časopisech také povídky.
V roce 2015 vydal v nakladatelství Novela Bohemica knihu s názvem Sokrates vrací úder: Eseje z let 2004–2015.
Dále ve Vydavatelství Univerzity Palackého v Olomouci publikoval monografii Vyhnáni do ráje, kde z neomarxistických pozic rozebírá filmy amerického režiséra Terrence Malicka (2015).
V roce 2020 publikoval v nakladatelství Rybka Publishers spolu s Pavlem Baršou a kolektivem knihu Za hranice kapitalismu.
V roce 2023 vydal rozsáhlý historický román Kníže Moravanů z období christianizace Velké Moravy.
V roce 2006 před volbami v České republice otevřeně podpořil Stranu zelených. Ve volbách do Poslanecké sněmovny PČR v roce 2013 neúspěšně kandidoval v Olomouckém kraji jako lídr Strany zelených. V roce 2013 se stal zároveň členem Strany zelených. Ve volbách do Evropského parlamentu v roce 2014 neúspěšně kandidoval na 17. místě kandidátky Strany zelených. V roce 2015 spoluzakládat levicovou platformu Zelená re:vize. Na jaře 2019, před Volbami do Evropského parlamentu, ze Strany zelených vystoupil.